# Chrześcijańska Demokracja dla Autonomii
Chrześcijańska Demokracja dla Autonomii (wł. Democrazia Cristiana per le Autonomie, DCA) – włoska centroprawicowa partia polityczna o profilu chadeckim.
DCA została założona w październiku 2004 w formie stowarzyszenia z inicjatywy byłych działaczy Unii Chrześcijańskich Demokratów i Centrum, optujących za możliwie bliską współpracą z Silviem Berlusconim. Nazwa nowej partii nawiązuje do Chrześcijańskiej Demokracji – głównego ugrupowania powojennych Włoch, rozwiązanego na początku lat 90. w związku ze skandalami korupcyjnymi. Do faktycznej rejestracji DCA w formie partii politycznej doszło 25 czerwca 2005.
Liderami DCA zostali chadeccy deputowani Gianfranco Rotondi i Mauro Cutrufo, do nowego ugrupowania dołączył też Paolo Cirino Pomicino. Partia przystąpiła do Domu Wolności. W wyborach parlamentarnych w 2006 lista DCA i NPSI uzyskała 4 mandaty w Izbie Deputowanych. Po dwa mandaty w każdej izb partia uzyskała też z listy koalicyjnej Forza Italia. W przedterminowych wyborach w 2008 w ramach Ludu Wolności utrzymała podobną reprezentację, a Gianfranco Rotondi objął stanowisko ministra bez teki (do spraw aktywowania programu rządowego) w czwartym rządzie Silvia Berlusconiego. W październiku 2008 trzech chadeków dołączyło do komisji konstytucyjnej koordynującej zjednoczenie centroprawicy. W marcu 2009 DCA zakończyła działalność jako partia polityczna, przystępując do przekształconego w jednolite ugrupowanie Ludu Wolności.